# Conall Collamrach
Conall Collamrach, fils d'Eterscél, roi de Tara, fils de Eochaid Ailtleathan, est selon les légendes médiévales et la tradition pseudo-historique irlandaise un Ard ri Erenn.
Conall Collamrach, accède pacifiquement au trône à la mort de son oncle Óengus Tuirmech Temrach, il règne 5 ans jusqu'à ce qu'il soit tué par Nia Segamain le fils de Adamair.
Le Lebor Gabála Érenn synchronise son règne avec celui de Ptolémée VIII Physcon en Égypte Ptolémaïque (145-116 av . J.-C.). La chronologie de Geoffrey Keating Foras Feasa ar Éirinn date son règne de   232 à 226 av. J.-C. et les  Annales des quatre maîtres de  326 à 320 av. J.-C..

## Source
- (en) Cet article est partiellement ou en totalité issu de l’article de Wikipédia en anglais intitulé « Conall Collamrach » (voir la liste des auteurs), édition du 1 avril 2012.